# Siegel-Schwall Band
Die Siegel-Schwall Band ist eine US-amerikanische Bluesrock-Band, die 1964 von den Musikstudenten Corky Siegel und Jim Schwall in Chicago gegründet wurde.

## Bandgeschichte
1964 traten die beiden Musikstudenten Corky Siegel (Mundharmonika, Piano) und Jim Schwall (Gitarre, Mandoline) als Blues-Duo auf. Erweitert um einen Schlagzeuger (zunächst Russ Chadwick, später Shelly Plotkin, zuletzt Sam Lay) und einen Bassisten (zunächst Jos Davidson, dann Jack Dawson, später Rollo Radford) nannten sie sich schließlich „Siegel-Schwall Band“. Sie spielten in Chicagoer Clubs wie „Pepper’s Lounge“ und „Big John’s“, wo sie mit Blues-Größen wie Willie Dixon, Little Walter, Muddy Waters und Howlin’ Wolf zusammen auf der Bühne standen.
1965 bekamen sie durch Sam Charters einen Plattenvertrag bei Vanguard Records, wo sie zwischen 1966 und 1970 vier Alben veröffentlichten. Obwohl sie nicht die Popularität anderer Bluesrock-Gruppen wie etwa der Butterfield Blues Band erreichten, spielten sie durchaus auch in großen Häusern wie dem Fillmore West.
Die Siegel-Schwall Band war die erste Bluesband, die mit einem Symphonieorchester auftrat. Mit dem Chicago Symphony Orchestra führten sie 1968 Three Pieces for Blues Band and Symphony Orchestra auf (Komponist: William Russo; Dirigent: Seiji Ozawa). Die 1973 bei der Deutschen Grammophon erschienene Aufnahme war 1972 mit dem San Francisco Symphony Orchestra eingespielt worden.
Ab 1971 brachte die Siegel-Schwall Band fünf Alben beim Chicagoer Plattenlabel „Wooden Nickel“ heraus. Das Album The Siegel-Schwall Band von 1971 gewann 1973 einen Grammy für das beste Schallplattencover. 1974 löste sich die Gruppe auf.
Seit 1987 gab es wieder gelegentliche Konzerte der Band. Bei Alligator Records veröffentlichten sie zwei neue Alben (1988 und 2005), daneben erschien eine Reihe von Kompilationen. Flash Forward von 2005 erreichte Platz 9 der Billboard Blues Album Charts. Siegel und Schwall haben neben der Siegel-Schwall Band beide eigene Gruppen, mit denen sie auch auftreten.

## Diskografie

### Alben
- 1966: The Siegel-Schwall Band (Vanguard)
- 1967: Say Siegel-Schwall (Vanguard)
- 1968: Shake!  (Vanguard)
- 1970: Siegel-Schwall ’70 (Vanguard)
- 1971: The Siegel-Schwall Band (Wooden Nickel)
- 1972: Sleepy Hollow (Wooden Nickel)
- 1973: 953 West (Wooden Nickel)
- 1973: Three Pieces for Blues Band and Symphony Orchestra (Deutsche Grammophon)
- 1974: Live: The Last Summer (Wooden Nickel)
- 1974: R.I.P. Siegel/Schwall (Wooden Nickel)
- 1988: The Siegel-Schwall Reunion Concert (Alligator)
- 2005: Flash Forward (Alligator)

### Kompilationen
- The Best of Siegel-Schwall (Vanguard, 1974)
- Where We Walked (1966–1970) (Vanguard, 1991)
- The Wooden Nickel Years (1971–1974) (Varèse Sarabande, 1999)
- The Complete Vanguard Recordings and More (Vanguard, 2001)
- Vanguard Visionaries (Vanguard, 2007)